# Молт, Хельге
Хельге Молт (нем. Helge Molt; род. 4 января 1983) — немецкий самбист, дзюдоист и спортивный функционер, чемпион и серебряный призёр первенств Германии по дзюдо среди юниоров, бронзовый призёр чемпионатов Германии по дзюдо 2003, 2004 и 2006 годов, победитель и призёр международных турниров по самбо и дзюдо, бронзовый призёр чемпионатов мира по самбо 2015 и 2017 годов. Участвовал также в чемпионате Европы по самбо 2016 года и чемпионатах мира по самбо 2013 и 2014 годов, где занимал пятые места. По самбо выступал во второй средней весовой категории (до 90 кг).
Является вице-президентом Федерации самбо Германии.